# Cibu, Mureș
Cibu este un sat în comuna Fântânele din județul Mureș, Transilvania, România.

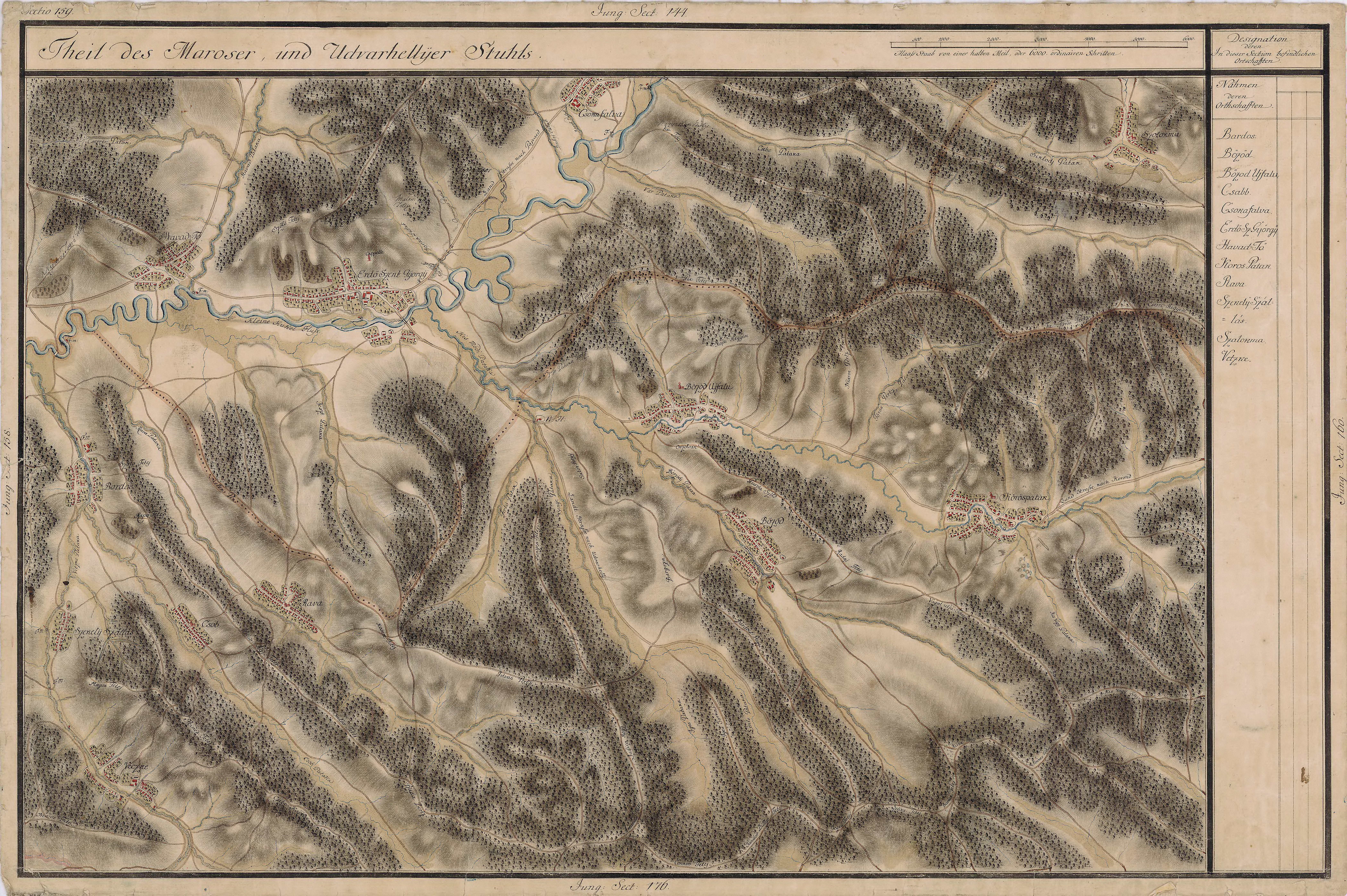
Cibu în Harta Iosefină a Transilvaniei, 1769-73

## Imagini

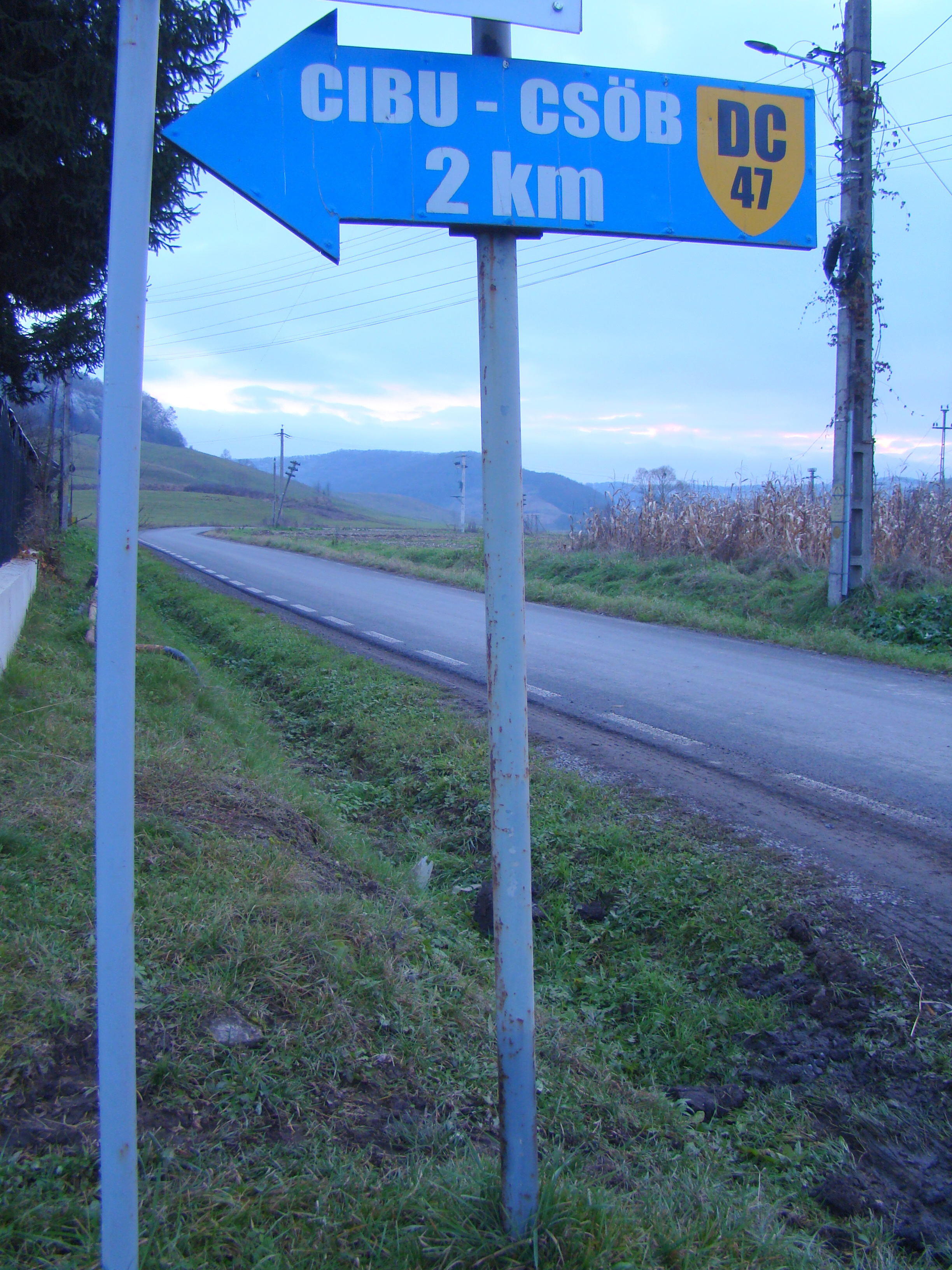
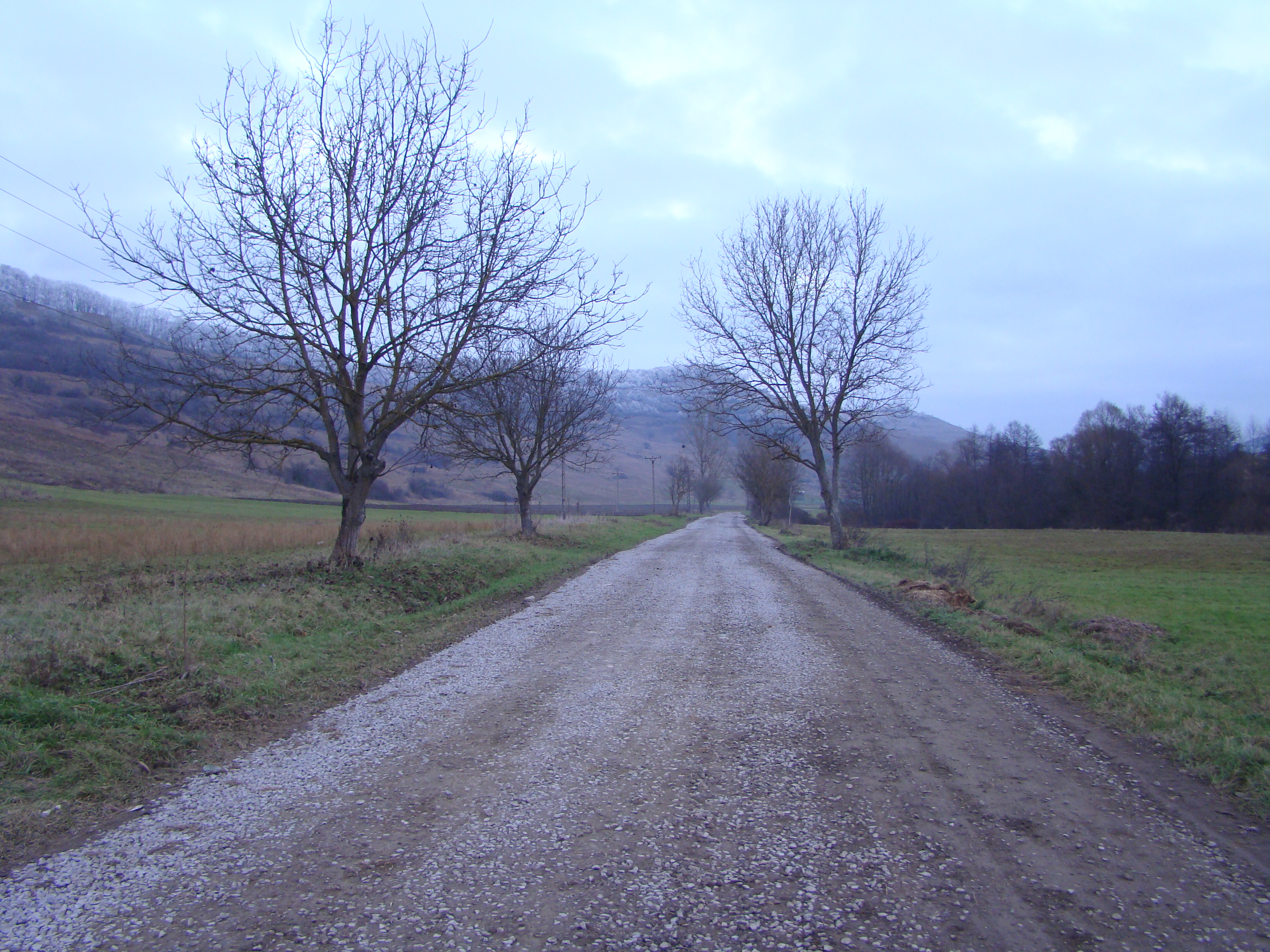
Drumul Bordoșiu-Cibu
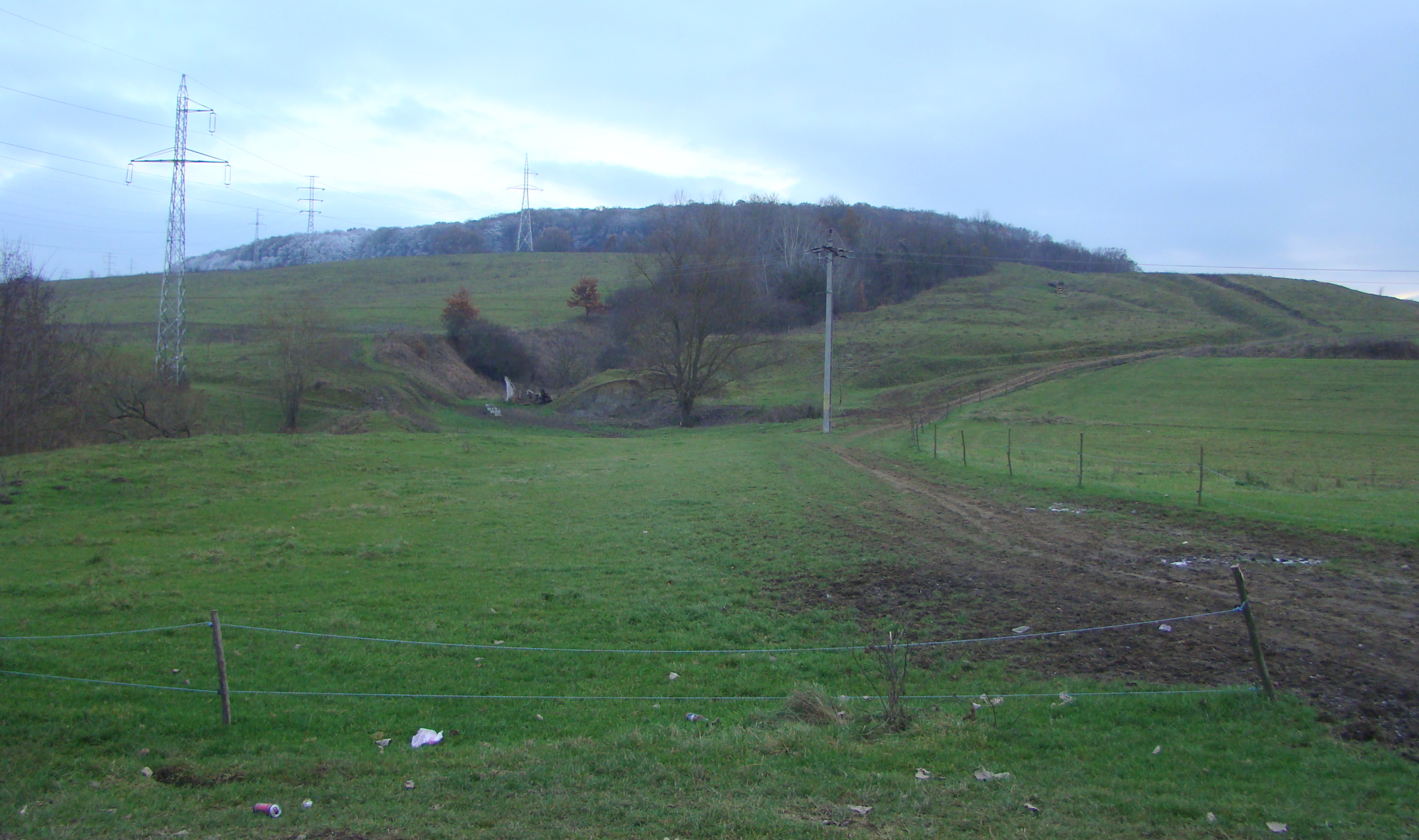
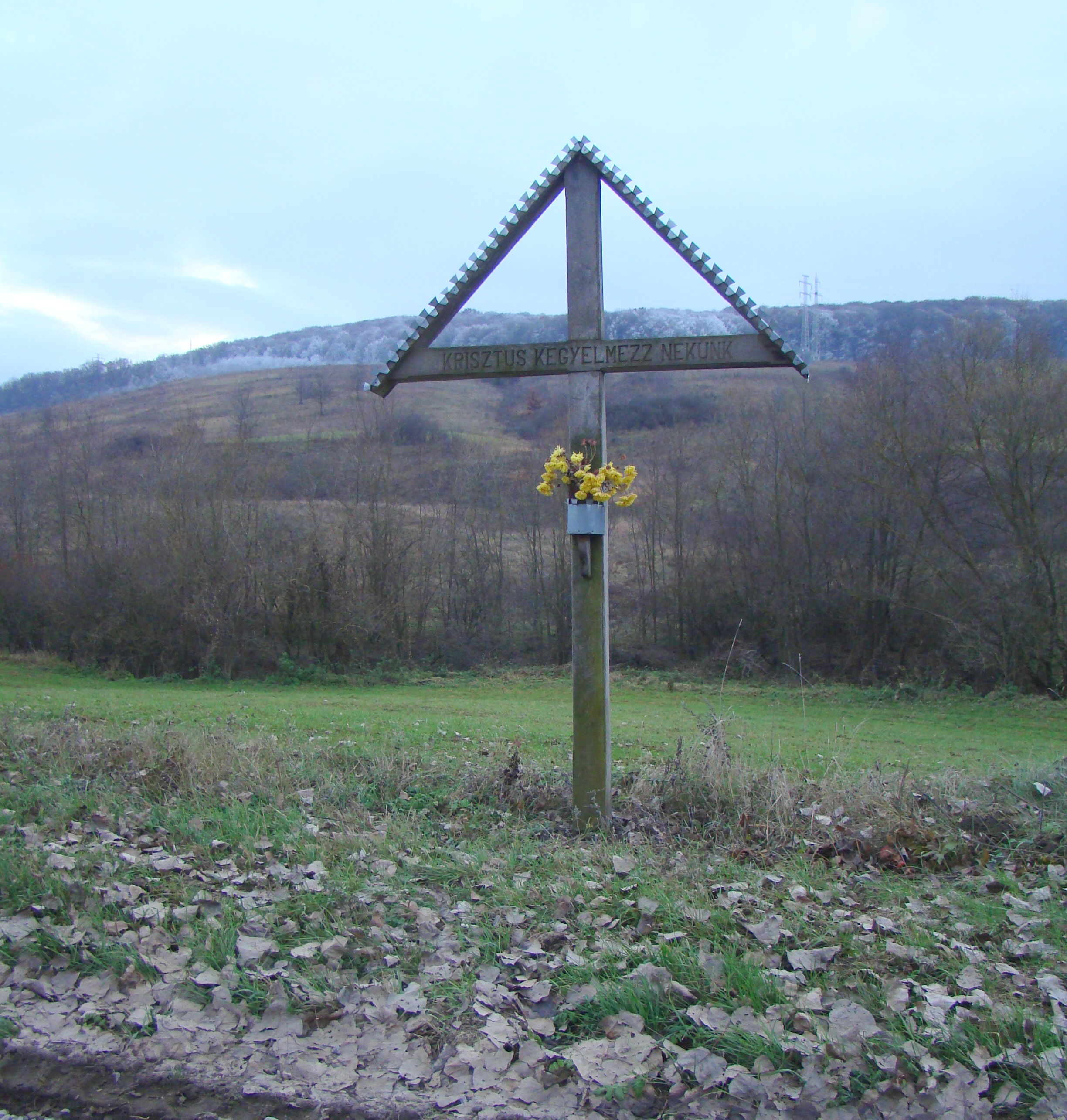
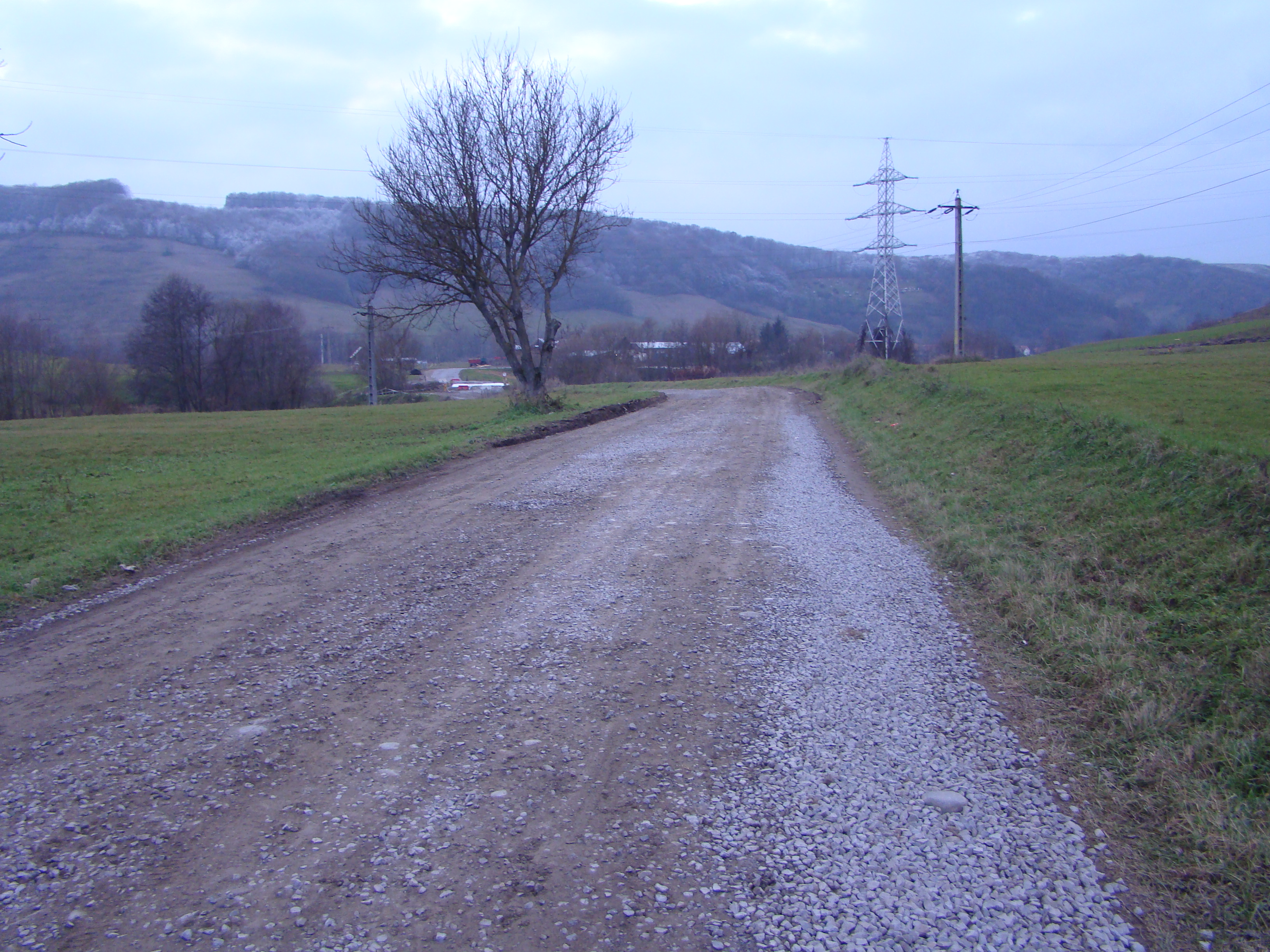
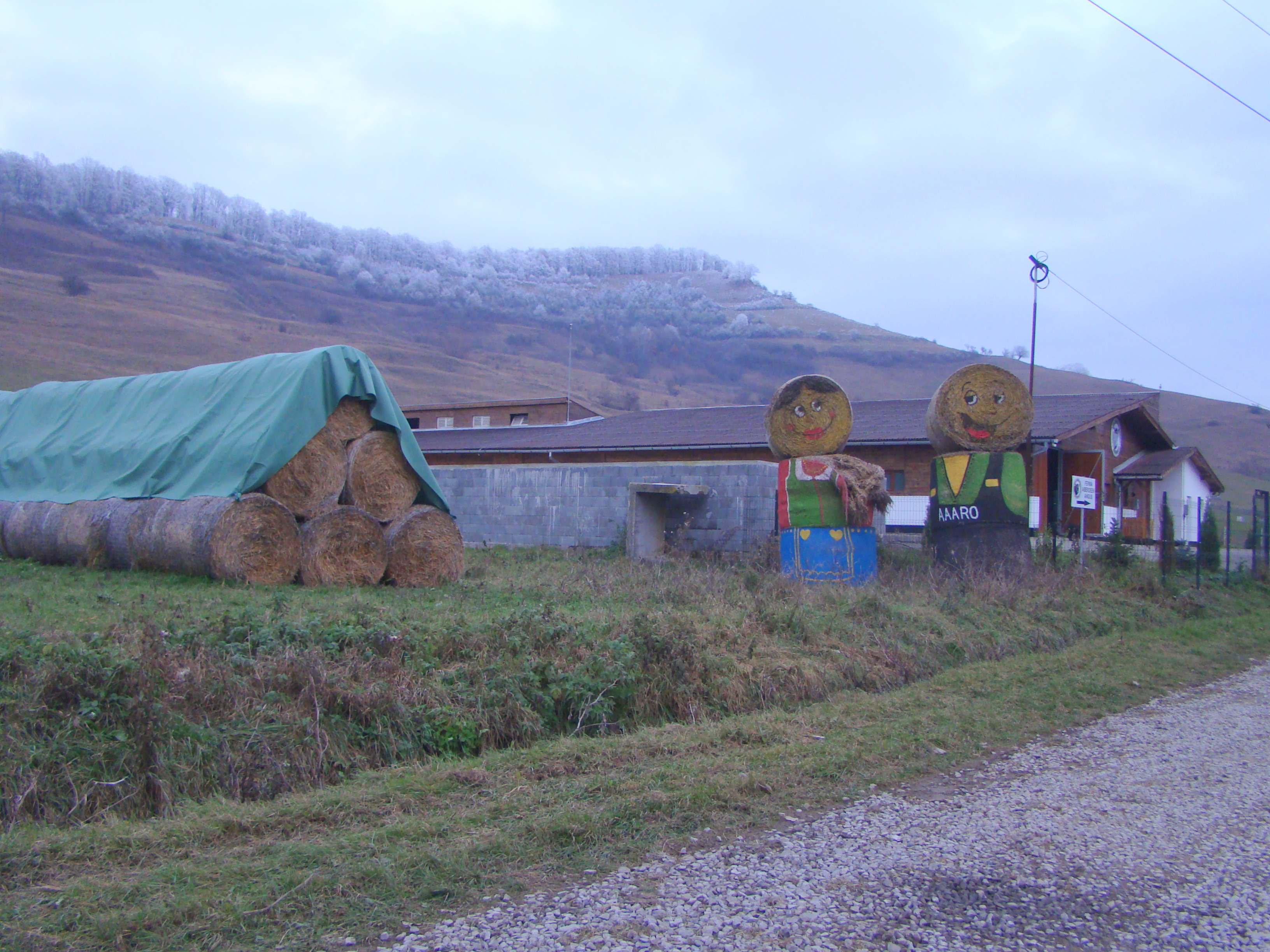
Ferma de bovine Angus
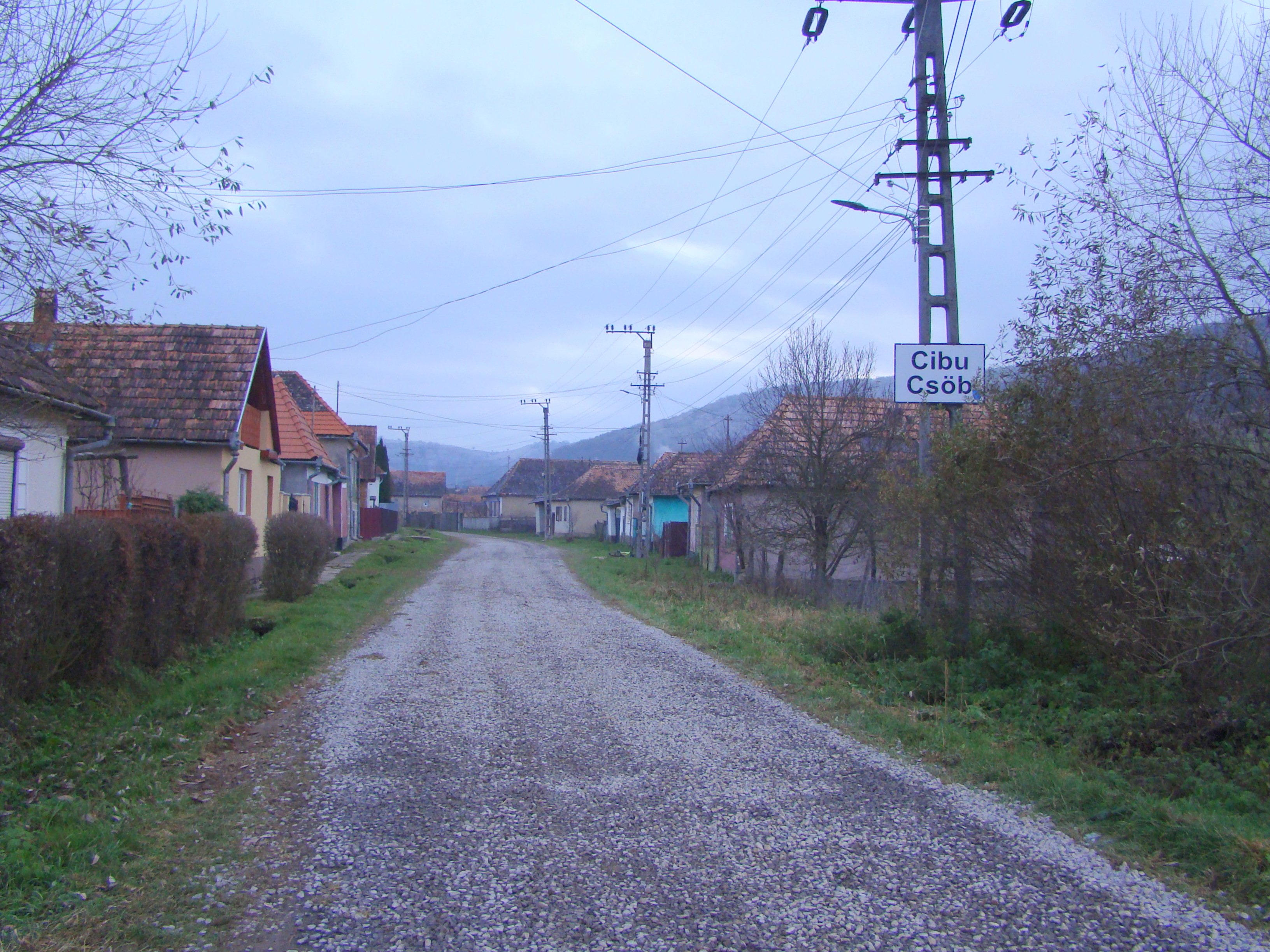
Intrarea în localitate
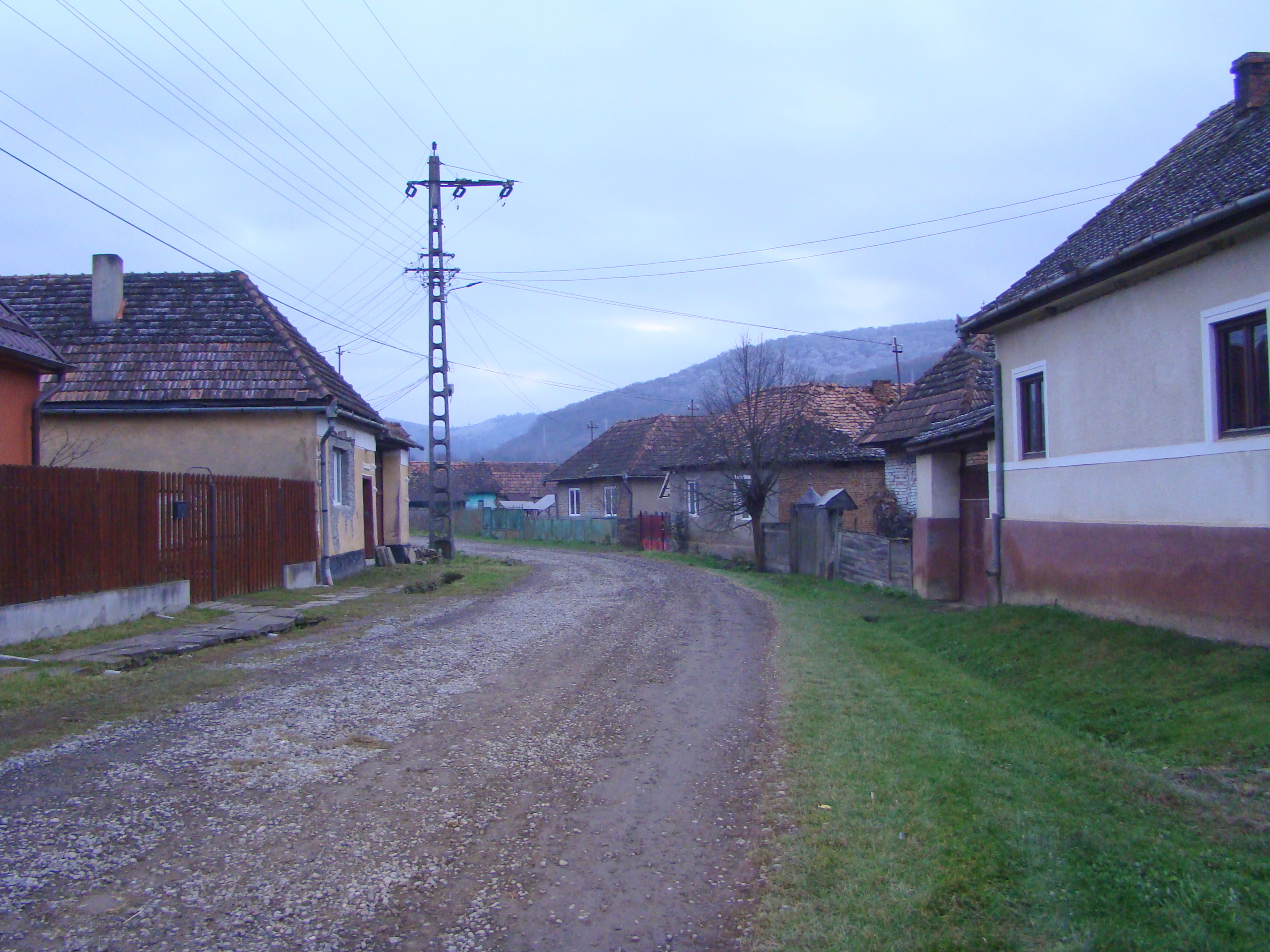
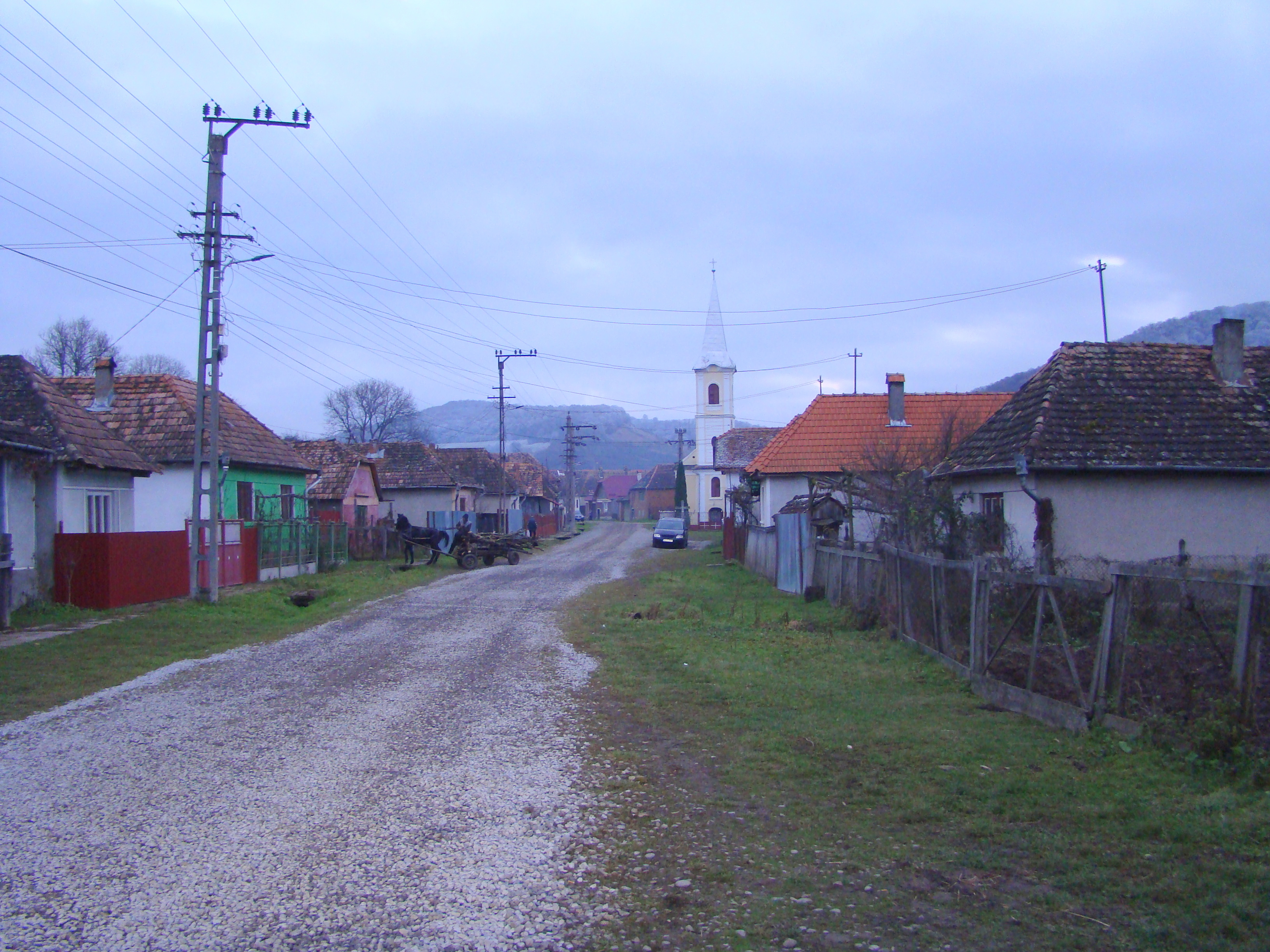
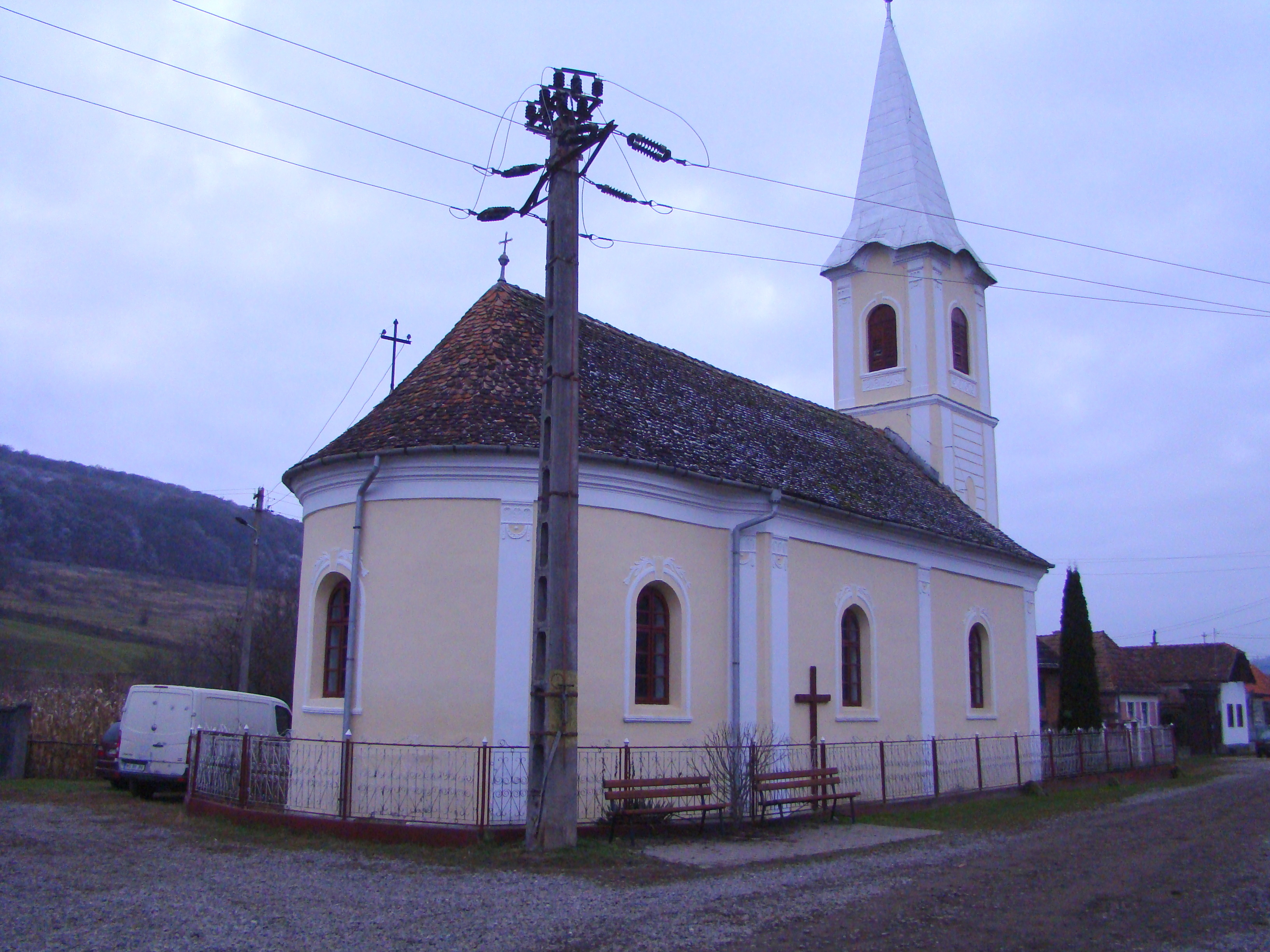
Biserica romano-catolică din Cibu (1827)
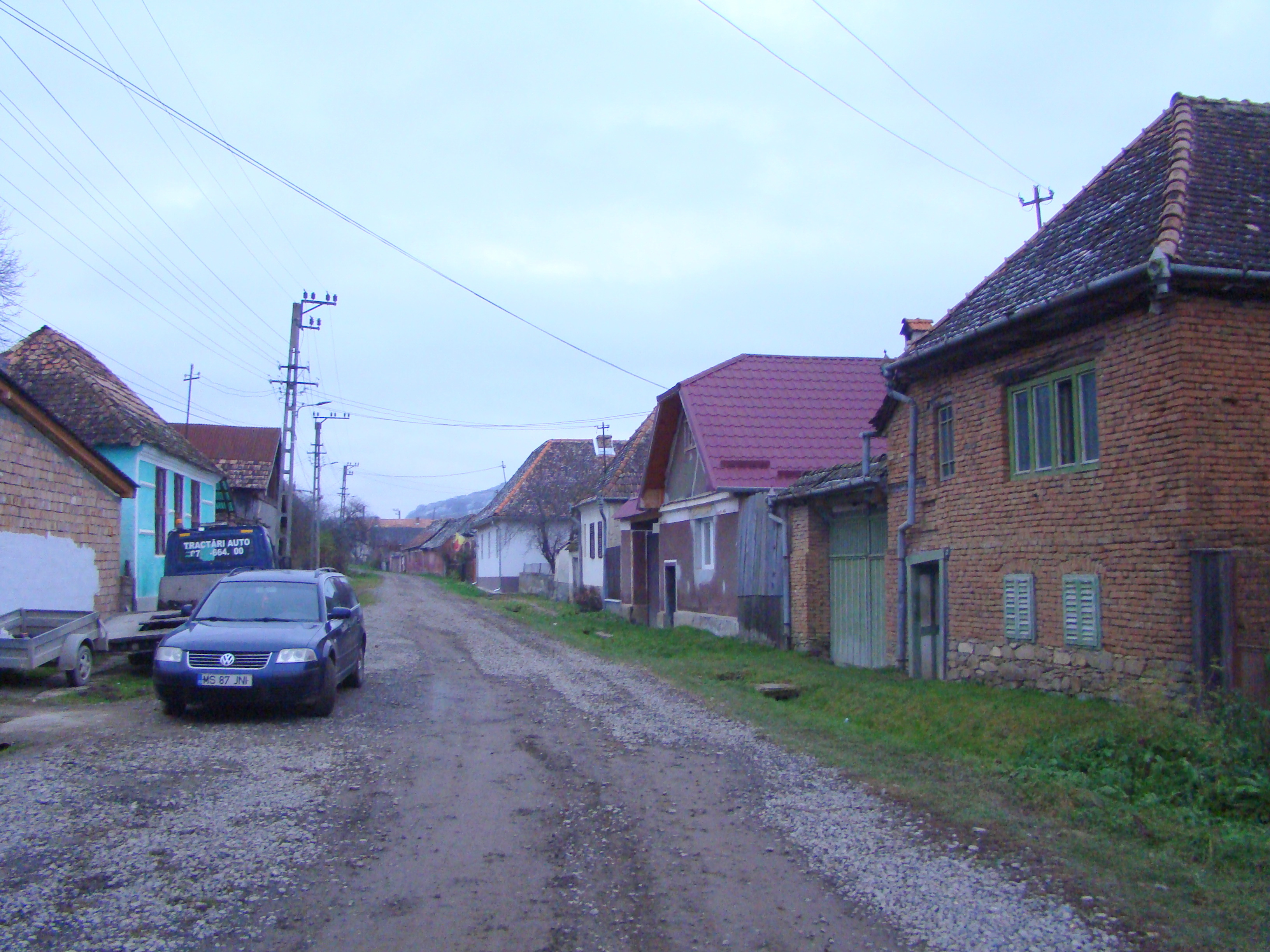
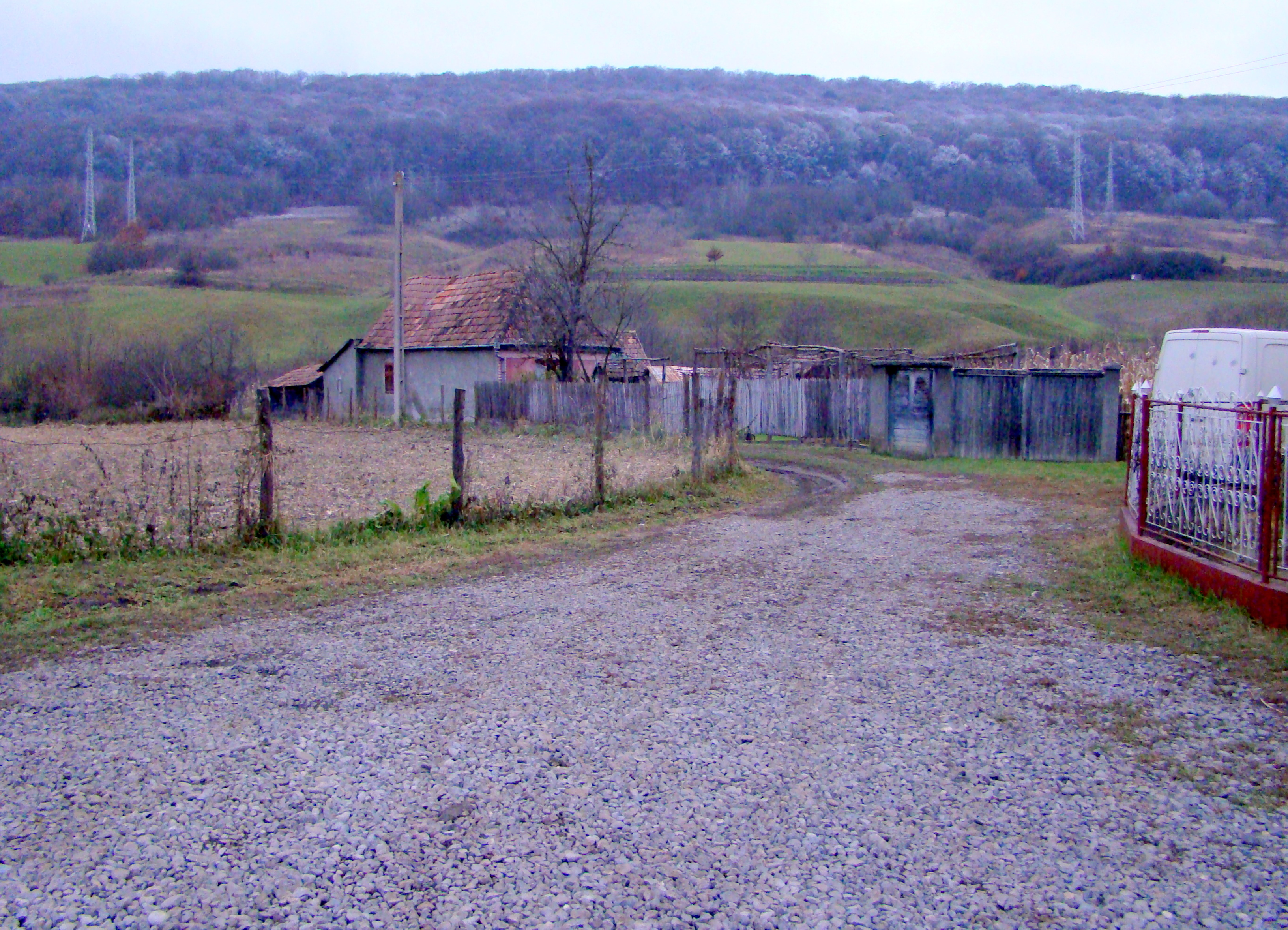
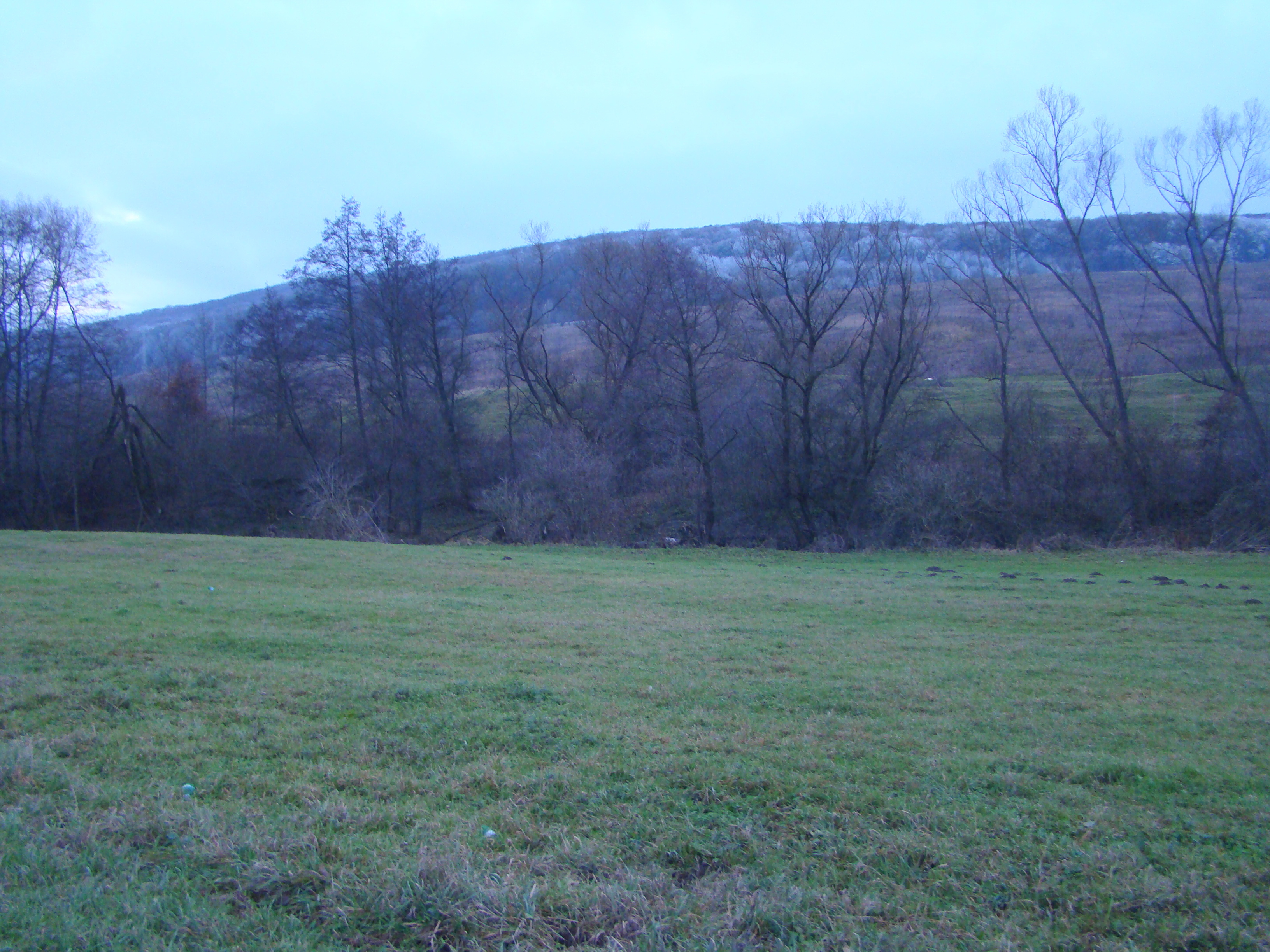
Valea pârâului Cibu